# パトリス・タロン
パトリス・ギヨーム・アタナーズ・タロン（フランス語: Patrice Guillaume Athanase Talon, 1958年5月1日 - ）は、ベナンの政治家、実業家。2016年4月6日から同国大統領を務めており、現在2期目。フルネームはパトリス・アタナーズ・ギヨーム・タロン（Patrice Athanase Guillaume Talon）とも。

## 経歴
綿花産業との関わりから『綿花王』として知られる。ヤイ・ボニ大統領の後援者で、2006年と2011年の大統領選挙ではボニに選挙資金を提供した。しかし、のちに2人の関係は険悪となり、タロンはボニ暗殺の陰謀に加担していたとして逮捕され、2012年にフランスに亡命した。その後、2014年にタロンは赦免された。
タロンは2016年3月の大統領選挙に無所属で立候補。第1回投票ではベナン新興党に所属するリオネル・ザンス首相に次ぐ2位に甘んじたが、決選投票では65％を得票し逆転で当選した。3月25日の演説でタロンは真っ先に憲法改革に取り組むと述べ、独裁的な政治を避けるため大統領の任期を5年に制限する自らの計画を論じた。タロンはまた、内閣の規模を28名から16名に縮小することも計画していると述べた。
2016年4月6日、タロンは大統領への就任宣誓を行った。後日、タロン政権の陣容が公表され、首相は置かず、また先の大統領選挙で敗北し、決選投票でタロンを支援したパスカル・クパキ前首相とアブドゥライ・ビオ＝チャヌの2名がそれぞれ大統領府事務総長と企画開発相という要職に起用された。
2021年4月11日の大統領選挙では有力な対立候補を立候補失格としたり国外逃亡に追い込むなどしたこともあり、得票率86.3％で再選された。
2021年9月22日、タロンとボニがコトヌーのマリーナ宮殿で面会。その際、ボニは特に政治的被拘禁者の釈放に関連する一連の提案と要求をタロンに提示した。

## 人物
ポルトノボ出身の女性と結婚しており、2人の子がいる。